# Lepidophyma tuxtlae
Espèce
Synonymes
- Lepidophyma sawini Smith, 1973
- Lepidophyma alvarezi Smith, 1973

Statut de conservation UICN

 DD  : Données insuffisantes
Lepidophyma tuxtlae est une espèce de sauriens de la famille des Xantusiidae.

## Répartition
Cette espèce est endémique du Mexique. Elle se rencontre dans les États du Veracruz et d'Oaxaca.

## Publication originale
- Werler & Shannon, 1957 : A new lizard of the genus Lepidophyma from Veracruz, México. Herpetologica, vol. 13, n. 2, p. 119-122.